# La Yein Fonda (álbum)
La Yein Fonda es un álbum en vivo de la banda chilena Los Tres, junto con una gran cantidad de músicos invitados, durante una celebración de las Fiestas Patrias chilenas.

## Contenido
El grupo, que recién había explorado la música tradicional chilena en su álbum Los Tres MTV Unplugged, tuvo la idea de invitar al Tío Lalo Parra y a varios otros músicos chilenos a realizar una fonda en la plaza de Ñuñoa, en donde se combinarían para tocar música folclórica chilena, además de una gran variedad de géneros. Esta fonda llevaría el nombre de La Yein Fonda (un juego de palabras con el nombre de la actriz Jane Fonda).
La fiesta duró del 17 al 20 de septiembre de 1996, y los últimos dos días se debieron programar dos funciones diarias, debido al éxito de las funciones preliminares. Desde dicho año, la celebración se ha vuelto a repetir: en 1997 se denominó "La Píter Fonda" (jugando con el nombre de Peter Fonda), en 1998 "La Jenri Fonda" (Henry Fonda) y posteriormente se ha vuelto a repetir con el nombre original.
El disco mismo está compuesto de veintiún pistas, y, a pesar de que no es exclusivo de Los Tres, se le considera parte fundamental de la discografía del grupo, que fue el organizador y coordinador del evento. El grueso del repertorio son cuecas, la mayoría de autoría de Roberto Parra, aunque también hay composiciones de otros estilos musicales, muy arraigados ya a la cultura popular chilena.
Actualmente, todos los años, para los días de las Fiestas Patrias de Chile, se lleva a cabo La Yein Fonda, en su ya tradicional ubicación del Parque Quinta Normal, y en algunas oportunidades adicionalmente en la ciudad de Concepción.

## Lista de canciones
Todos los temas son cuecas, excepto donde se indique lo contrario.

| N.º | Título                               | Escritor(es)                    | Duración |  |
| 1.  | «Pregonera» (tango)                  | José Rótulo, Alfredo de Angelis | 3:07     |  |
| 2.  | «Re-Fa-Si» (tango)                   | Enrique Delfino                 | 3:16     |  |
| 3.  | «La Vida Que Yo He Pasado»           | Roberto Parra                   | 3:09     |  |
| 4.  | «El Conventillo»                     | Roberto Parra                   | 2:44     |  |
| 5.  | «Chiquillo de la Orilla»             | Juan Arroyo                     | 2:52     |  |
| 6.  | «El Aguja»                           | Pepe Fuentes                    | 2:55     |  |
| 7.  | «Los Parecidos»                      | Roberto Parra                   | 2:47     |  |
| 8.  | «Las Quince Lucas»                   | Efraín Navarro                  | 2:55     |  |
| 9.  | «Corazón de Escarcha» (vals chilote) | Chilote Campos, Tito Barrientos | 4:08     |  |
| 10. | «La Pobre Loca» (vals chilote)       | Críspulo Gándara                | 4:49     |  |
| 11. | «Mándame Quitar la Vida»             | Segundo Zamora                  | 3:18     |  |
| 12. | «El Sacristán Vivaracho»             | Roberto Parra                   | 2:58     |  |
| 13. | «Las Goteras»                        | Segundo Zamora                  | 2:43     |  |
| 14. | «Mi Chica y Yo» (foxtrot)            | L. Meyer Goetz                  | 3:58     |  |
| 15. | «Estoy Que Me Muero» (foxtrot)       | D.R.                            | 5:28     |  |
| 16. | «Ya Me Voy de Espalda el Loro»       | Roberto Parra                   | 3:05     |  |
| 17. | «El 25 de Enero»                     | Roberto Parra                   | 3:13     |  |
| 18. | «La Negrita»                         | Roberto Parra                   | 2:14     |  |
| 19. | «Tarjetita de Invitación» (cumbia)   | Santos, Adrián, Sherico         | 4:20     |  |
| 20. | «Daniela» (cumbia)                   | Johnny, Arce                    | 3:37     |  |
| 21. | «Un Día Te Dije» (cumbia)            | Custas E.                       | 2:46     |  |

## Músicos

### Los Tres
- Álvaro Henríquez Pettinelli – Voz, Guitarra
- Ángel Parra Orrego – Guitarra
- Roberto Lindl Romero – Contrabajo
- Francisco Molina Cornejo – Batería, Coros

### Invitados
- Pepe Fuentes – Voz, Pandero y Guitarra en tangos; Batería en valses y fox-trots.
- Rafael Berríos "Rabanito" – Acordeón
- Pepe "Pollito" González – Piano
- Ángel Parra, "Paparra" – Voz en "Corazón de Escarcha" y "La Pobre Loca", Pandero, Guitarra en valses
- Lalo Parra – Guitarra, Voz
- Los Jaivas:
  - Gato Alquinta – Voz en "El 25 de Enero"
  - Eduardo Parra – Pandero en "El 25 de Enero"
  - Claudio Parra – Piano en "El 25 de Enero"
  - Juanita Parra – Tormento en "El 25 de Enero", Batería en "La Negrita"
  - Fernando Flores – Tarro
- Orquesta de cumbias ("Los dados cargados"):
  - Roberto Arcaya – Voz y Güiro
  - Pablo Lecaros – Bajo
  - Carlos Silva – Piano eléctrico
  - Pedro Greene – Bongós, Bongas y Timbales
  - Claudio Anais – Trompeta
  - Rubén Campos – Trombón
  - Ignacio González – Saxo tenor

## Créditos
- Producción artística – Los Tres
- Producción ejecutiva – Romero & Campbell Producciones
- Grabación – Alejandro Lyon
- Ingeniero Sonido – Joaquín García
- Mezcla – Los Tres, Joaquín García
- Masterización – Álvaro Henríquez, Francisco Molina